# La morte viene dallo spazio
La morte viene dallo spazio este un film SF francezo-italian din 1958 regizat de Paolo Heusch. În rolurile principale joacă actorii Paul Hubschmid, Fiorella Mari, Gerard Landry, Dario Michaelis.
Este considerat primul film italian dramatic științifico-fantastic.

## Actori
- Paul Hubschmid - John MacLaren
- Fiorella Mari - Mary MacLaren
- Ivo Garrani - Herbert Weisser
- Madeleine Fischer - Katie Dandridge
- Dario Michaëlis - Peter Leduq
- Sam Galter - Dr. Randowsky
- Jean-Jacques Delbo - Sergei Boetnikov